# فلوريد الكالسيوم
 فلوريد الكالسيوم مركب كيميائي له الصيغة CaF2 ، ويكون على شكل بلورات بيضاء .

## الخواص
- إن انحلالية مركب فلوريد الكالسيوم ضعيفة جداً في الماء، وكذلك الأمر في الأحماض المعدنية الممدة.
- البنية البلورية لمركب فلوريد الكالسيوم عبارة عن بنية مكعبية مركزية الوجوه، وهي تمثل بنية نمطية تدعى بنية الفلوريت.

## الوفرة الطبيعية والتحضير
يوجد مركب فلوريد الكالسيوم بشكل وفير في الطبيعة على شكل معدن الفلوريت. توجد المناجم الأساسية لهذا المعدن في المكسيك وجنوب أفريقيا وروسيا. يحوي هذا المعدن حوالي 60% فلوريد الكالسيوم والباقي عبارة عن باريت، وكبريتيدات مختلفة وكوارتز.
يحضر فلوريد الكالسيوم مخبرياً من تفاعل كربونات الكالسيوم مع حمض هيدروفلوريك حسب المعادلة:
CaCO3 + 2HF → CaF2 ↓ + H2O + CO2

## الاستخدامات
يعد مركب فلوريد الكالسيوم أهم مصدر لتحضير مركبات الفلور المختلفة. يبدأ ذلك انطلاقاً من تفاعل فلوريد الكالسيوم مع حمض الكبريتيك المركز حيث يتحرر حمض هيدروفلوريك الذي يفصل لاحقاً بالتقطير
CaF2 + H2SO4 → CaSO4 + 2HF
يجري هذا التفاعل صناعياً في أفران دوارة كبيرة، أما مخبرياً فيجب أن يجرى في أوعية من الرصاص أو البلاتين، وذلك للخواص الأكالة الشديدة لحمض HF الناتج.